# Cinquecentina
Con cinquecentina s'intende un libro stampato nel XVI secolo.

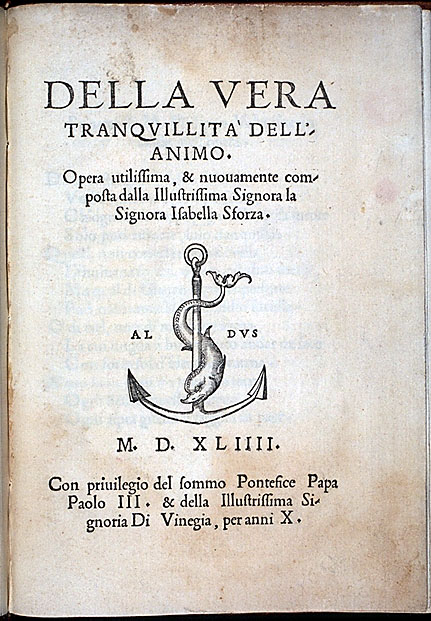
Frontespizio di una cinquecentina stampata a Venezia nella tipografia dei Manuzio.

Il termine, nato in ambito bibliografico e biblioteconomico, è di conio piuttosto recente: adoperato inizialmente come aggettivo (sinonimo di cinquecentesco) in attributo di edizione, a partire dagli anni Sessanta del Novecento comincia a comparire abitualmente come sostantivo.
Nella letteratura specializzata, per riferirsi alle pubblicazioni edite nei primi decenni del XVI secolo, che mantengono ancora alcune caratteristiche formali simili a quelle dell'incunabolo, si usa talvolta il termine postincunabolo.

## Storia
Nella prima metà del XVI secolo la città dove si sviluppò maggiormente la stampa dei libri fu Venezia. La presenza di capitali e materie prime, soprattutto carta, permise agli stampatori che vi stabilirono la propria tipografia - fra i quali il famoso Aldo Manuzio - di portare a compimento numerose iniziative editoriali. L'alto livello culturale della committenza patrizia, assieme al vasto contesto di libertà civili di cui godeva la repubblica veneziana, permisero tale significativo sviluppo. Si stima che in questo periodo Venezia abbia prodotto circa la metà di tutti i libri stampati in Italia, anche se ormai il Belpaese aveva perso il primato assoluto di produzione libraria in Europa risalente al secolo precedente, cioè all'epoca degli incunaboli.
A partire dalla seconda metà del secolo, alcuni fattori quali la colonizzazione delle Americhe (con ciò che ne seguì riguardo alle rotte commerciali), la riforma protestante, l'istituzione dell'Indice dei libri proibiti, contribuirono a modificare la distribuzione geografica dei centri editoriali in Europa, spostando l'asse produttivo principale verso nord-ovest. Emersero nuovi attori importanti come, ad esempio, gli Estienne in Francia e Christophe Plantin (cattolico) e gli Elzevier (protestanti) nei Paesi Bassi.
Le tirature delle singole edizioni potevano variare dalle poche centinaia di copie sino ad alcune migliaia (celebre il caso dei Colloquia di Erasmo la cui terza edizione stampata nel 1522 da Froben vendette 24 000 esemplari); la tendenza generale, rispetto al secolo precedente, fu comunque di un generale aumento quantitativo. Nel corso del XVI secolo furono stampati in Europa, secondo una stima verosimilmente in difetto, oltre 217 000 000 volumi.

## Sviluppo tecnico
Il periodo degli incunaboli non aveva apportato grandi modifiche esteriori rispetto al manoscritto. A partire dalla fine del Quattrocento, e sempre più nel corso del Cinquecento, divenne invece costante l'inserimento di tutti quegli elementi paratestuali che rendono il libro moderno, differenziandolo dal codex: frontespizio, indici, note tipografiche, paginazione e titoli correnti, marche editoriali, punteggiatura,  eccetera.
A partire dagli enchiridia (1501) di Manuzio il formato tascabile cominciò a incontrare un largo favore di pubblico. Altre novità apparse nel corso del XVI secolo furono:
- l'introduzione di alcuni caratteri tipografici tuttora in uso, come il corsivo, creato da Francesco Griffo e il garamond, derivato dalle pubblicazioni di Simon de Colines;
- il più largo uso di illustrazioni (inizialmente xilografiche e poi sempre più calcografiche) che divennero una presenza significativa fra le pagine.

Infine, aumentò la percentuale dei testi stampati in volgare rispetto a quelli in latino e dei titoli "secolari" rispetto a quelli religiosi.

## Repertori
Dei volumi stampati in Italia o in lingua italiana nel XVI secolo esiste un repertorio inizialmente pubblicato in formato cartaceo, da marzo 2000 consultabile anche online e, dopo il 2007, aggiornato solo in quest'ultima versione. Analoga impresa (VD16), con medesima evoluzione dal cartaceo al digitale, è disponibile per i volumi stampati in lingua tedesca.